# Gabriel Coll i Mulet
Gabriel Coll i Mulet (Santa Eugènia, 1897 - 23 d'abril del 1972) fou un pedagog mallorquí. El Consell Escolar de l'escola pública de Santa Eugènia, el 29 d'octubre de 1996, proposà el nom de Mestre Guillemet com a nom de l'escola, i l'Ajuntament, el 27 de novembre de 1996, acordà per unanimitat acceptar-lo com a nom del col·legi.